# Invito al viaggio
Invito al viaggio (Invitation au voyage) è un film del 1983 diretto da Peter Del Monte e ispirato al romanzo Moi, ma soeur di Jean Bany. Il film ha ricevuto il Premio per il miglior contributo artistico al Festival di Cannes 1982.

## Riconoscimenti
- 1982 - Festival di Cannes
  - Premio per il miglior contributo artistico